# Nick Mitchell
Nick Mitchell (Magnolia, 9 novembre 1982) è un ex wrestler statunitense.
È noto per le sue apparizioni in World Wrestling Entertainment con il ring name di Mitch come membro della Spirit Squad e combatteva nel roster di Raw, dove ha conquistato una volta il World Tag Team Championship come membro della Spirit Squad, difendendolo sotto la "Freebird Rule".

## Carriera

### WWE

#### Tough EnoughOhio Valley Wrestling (2004–2006)
Nel 2004 Mitchell, dopo una breve parentesi nella Deep South Wrestling (territorio di sviluppo della WWE), partecipa alla quarta stagione del reality Tough Enough insieme a Daniel Puder, Mike Mizanin e Marty Wright ma alla fine del 2006 solo lui e Mizanin vengono selezionati per il main roster. A seguito di un infortunio viene spostato nella Ohio Valley Wrestling dove divenne uno dei membri della Spirit Squad.

#### The Spirit Squad (2006)
Mitchell debutta a Raw il 23 gennaio 2006, come Johnny, un ragazzo facente parte di una stable di cheerleader di sesso maschile, aiutando Jonathan Coachman a sconfiggere Jerry Lawler e a qualificarsi per la Royal Rumble. Subito i cinque della Spirit Squad si intromettono nella faida fra Vince McMahon e Shawn Michaels aiutando Vince combattendo numerosi 5-on-1 Handicap match contro Michaels. Il 3 aprile, a Raw, Kenny e Mikey vincono il World Tag Team Championship dopo aver sconfitto Big Show e Kane grazie anche all'aiuto degli altri membri che sono potuti intervenire a causa dell'arbitro a terra. Dopo aver sconfitto anche Rob Van Dam in un 5-on-1 Handicap match, McMahon indice un altro handicap match contro Shawn Michaels. Tuttavia, mentre i cinque attaccano Shawn, interviene Triple H e i due riformano la D-Generation X (DX) e iniziano una faida con la Squad. A Vengeance, Kenny, Nicky, Johnny, Mitch e Mikey perdono un 5-on-2 Handicap match contro Shawn Michaels e Triple H. Nel frattempo, vari membri della Spirit Squad difendono i titoli di coppia dall'assalto di Jim Duggan e Eugene, Charlie Haas e Viscera, Snitsky e Val Venis. Dopo una faida con gli Highlanders, contro i quali mantengono i titoli anche a Unforgiven, perdono i titoli contro la coppia formata da Ric Flair e Roddy Piper a Cyber Sunday (ad essere sconfitti furono Kenny e Mikey). La stable si scioglie definitivamente dopo quasi un anno di attività, dopo aver perso un 5-on-3 Handicap match contro la DX e Ric Flair. In un segmento del backstage, tutti i membri vengono messi in uno scatolone con scritto "OVW, Louisville, Kentucky", in riferimento alla Ohio Valley Wrestling, federazione satellite dalla quale sono venuti.
Dopo lo scioglimento della stable, Mitchell viene rilasciato dalla WWE il 15 maggio 2007.

### Ritiro e arti marziali miste (2008–2010)
Mitchell si ritira ufficialmente dal mondo del wrestling nel 2008 per dedicarsi interamente alle arti marziali miste ma, a seguito di un infortunio molto serio, si ritira anche da queste l'11 dicembre del 2010.

## Vita privata
Mitchell è un buon amico degli altri membri della Spirit Squad anche nella vita reale e, tutti e cinque, sono tuttora in contatto fra di loro.

## Nel wrestling

### Soprannomi
- "Big Time"

### Musiche d'ingresso
- "Bad H.S. Band" di Jim Johnston (23 gennaio 2006; usata come membro della Spirit Squad)
- "Team Spirit" di Jim Johnston (30 gennaio 2006–4 dicembre 2006; usata come membro della Spirit Squad)

## Titoli e riconoscimenti
Pro Wrestling Illustrated
- 201º nella classifica dei migliori 500 wrestler su PWI 500 (2006)

World Wrestling Entertainment
- World Tag Team Championship1 (1) – con Johnny, Kenny, Mikey e Nicky

1 Tutti e cinque i membri della Spirit Squad difendevano il titolo sotto la "Freebird Rule".